# Checkpoint

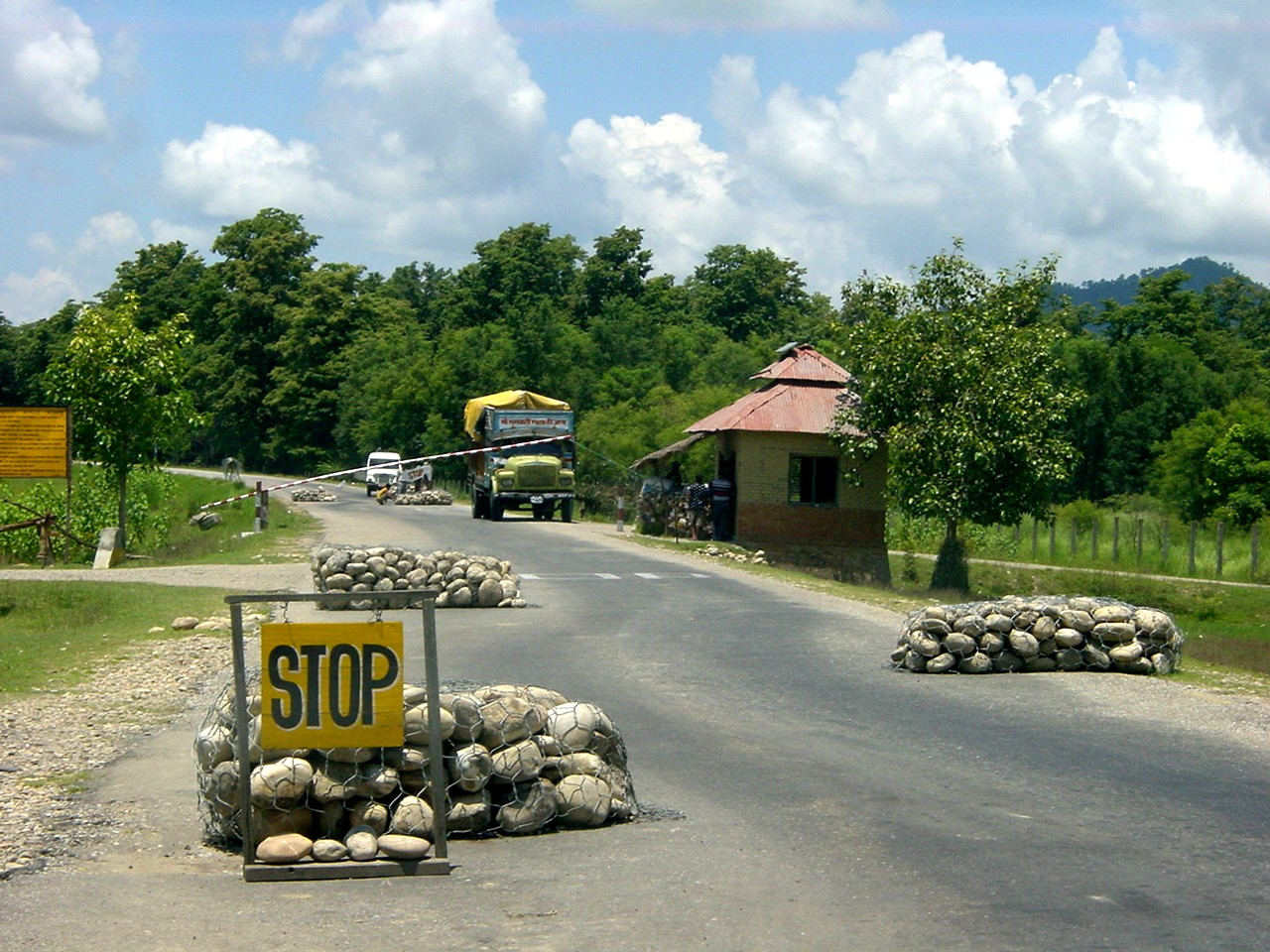
Checkpoint i Nepal.

Checkpoint är en slags vägspärr för fordon. Det är i huvudsak militären som kontrollerar fordonen. Checkpointer förekommer mest i länder som har eller har haft krig. I huvudsak letar man efter vapen, knark och annat som har med krig att göra. En av de mest kända gränsövergångarna mellan Öst- och Västberlin kallades Checkpoint Charlie.